# Дервени (Салоники)
Дервени (греч. Δερβένι — ущелье) — урочище и археологическое место в Греции, к северо-востоку от Салоник, у пересечения дорог Салоники — Сере и Салоники — Кавала. В османский период здесь была обнаружена двухкамерная македонская гробница. В январе 1962 году рядом были открыты гробницы Дервени-A и Дервени-B, поменьше.
Находки из первой гробницы были перенесены в Константинополь.
В 1962 году в гробнице Дервени-A найдены остатки древнейшей греческой рукописи на папирусе IV века до н. э. В той же гробнице найден бронзовый кратер IV века до н. э. Бронзовое ведро, три медных ойнохойи и другие предметы были также найдены в той же гробнице.
В гробнице Дервени-B найден бронзовый рельефно обработанный кратер золотого цвета, датируемый 330—320 гг. до н. э.,  использованный как урна. На кратере изображена священная свадьба Диониса и Ариадны. Сосуд скован из двух листов, статуэтки на плечах, ножка и волюты на ручках — литые. Надпись на губах кратера гласит «Астион, сын Анаксагора из Ларисы» («Αστιούνειος Αναξαγοραίοι ες Λαρίσας»). Кратер является единственным бронзовым сосудом с рельефным украшением, сохранившимся неповреждённым с этого периода. Высота кратера 91 см, масса — 40 кг. В той же гробнице были найдены другие ценные вещи, в том числе немного серебра и несколько золотых украшений. Наконец, различные ценные вещи были также обнаружены в других гробницах. Все находки гробниц Дервени, кроме перевезённых турками в Константинополь, находятся в Археологическом музее Салоник.